# كارل بيرسون (سياسي)
كارل بيرسون هو محامي وسياسي أمريكي، ولد في 20 يوليو 1936 في نيويورك في الولايات المتحدة. نشط حزبياً في الحزب الليبرتاري الأمريكي.